# 美果九节
美果九节（学名：Psychotria calocarpa）为茜草科九节属下的一个种。

## 扩展阅读
維基物種上的相關：美果九节